# 늪에서 늪으로
"늪에서 늪으로"는 한국에서 제작된 박옥상 감독의 1986년 영화이다. 이예민 등이 주연으로 출연하였고 박종찬 등이 제작에 참여하였다.

## 출연

### 주연
- 이예민

## 기타
- 조명: 김석진